# Nick Stokes
Nicholas (Nick) Stokes (18 augustus, 1971) is een personage uit de televisieserie CSI: Crime Scene Investigation. Hij wordt gespeeld door George Eads.

## Achtergrond
Stokes bracht de eerste drie jaar naar zijn afstuderen door bij het politiekorps in Dallas, alvorens te worden overgeplaatst naar het Dallas misdaadlab. Hij was 1 jaar lang CSI level 1, waarna hij werd overgeplaatst naar het Las Vegas misdaadlab. Nick is gespecialiseerd in haar- en vezelanalyse.

## Biografie
Toen Nick negen jaar oud was had hij een traumatische ervaring, seksuele mishandeling, door toedoen van een oppas. Hij vertelde hier nooit iemand over tot 2001, toen hij het opbiechte aan Catherine Willows in aflevering 203, "Overload". Hierdoor heeft Nick moeite met het onderzoeken van misdaden gepleegd tegen kinderen.
Nick was lid van een studentenvereniging terwijl hij op de hogere school zat en is derhalve ervaren met ontgroeningen die binnen dit soort verenigingen vaak plaatsvinden.
Nick lijkt een gelukkige jeugd te hebben gehad, op het incident met de oppas na, en had een goede band met zijn ouders. In de laatste aflevering van seizoen 5, "Grave Danger," werd onthuld dat zijn vader hem altijd de bijnaam "Pancho" gaf, en hij zijn vader altijd "Cisco" noemde (een referentie naar de hoofdpersonen in The Cisco Kid). Zijn baas, Gil Grissom, gebruikte later ook de "Pancho" bijnaam om Nick te kalmeren terwijl ze probeerden hem te redden uit een doodskist omgeven met explosieven.
Nick heeft een natuurlijke empathie met mensen die slachtoffer zijn van een misdaad die hij onderzoekt. Andere leden van het team zijn van mening dat het beter is niet emotioneel betrokken te raken bij een misdaad. Dit verschil in opvattingen vormt vaak de bron van conflicten tussen Nick en zijn teamgenoten. Maar behalve dat kan Nick over het algemeen goed overweg met zijn collega’s, vooral Warrick Brown en Sara Sidle.
In de finale van het vijfde seizoen "Grave Danger", kwam Nick bijna om toen hij de pion werd in het wraakplan van een man wiens dochter was veroordeeld voor een moord. Nick werd verdoofd en op een onbekende locatie begraven in een kist, met enkel een webcam waarmee zijn collega CSI’ers hem konden zien. De situatie verergerde toen rode mieren de kist binnendrongen. Deze mieren gaven Gil Grissom (die een insectexpert is) een aanwijzing waar Nick begraven was. Hierdoor wisten ze hem op tijd te vinden.
Hoewel hij een van de best aangepaste leden van Grissoms team is, is Nick zelf ook een aantal maal slachtoffer geweest van een misdrijf. Zijn auto (en alle bewijzen die hij hierin had liggen) werd een keer gestolen ("Rashomama"); hij werd ontvoerd en levend begraven ("Grave Danger"); is meer dan eens onder schot gehouden ("Who Are You"); gestalkt door Nigel Crane ("Stalker"); en uit een raam op de tweede verdieping van een gebouw gegooid ("Stalker")en hij werd beschuldigd van moord op Kristy..("Boom")
In het zesde seizoen van CSI had Nick lange tijd een snor,maar schoor deze uiteindelijk weer af.

## Citaten
- (Tegen Grissom) "How come whenever you talk about bugs, people say you're a genius, but when I talk about birds people say that I watch too much TV?" ( Hoe komt het dat als jij over insecten praat mensen je een genie vinden, maar als ik over vogels praat ze zeggen dat ik te veel tv kijk?)
- (Tegen Sara) "You can't have a career without a job." (je kunt geen carrière hebben zonder baan).
- Nick: "There's a sucker born every minute." (Er wordt elke minuut een sukkel geboren)
Grissom: "Yeah, and they all come to Vegas." (Ja, en ze komen allemaal naar Vegas).
- (Tegen Greg) "What's up, Einstein? Got anything there?" (Wel Einstein, heb je hier nog iets?)
- (Tegen Sara) "You took a shower...but you still smell." (je hebt een douche genomen, maar je stinkt nog steeds).